# David Edwards
David Alexander Edwards (Pontesbury, 1986. február 3. –) angol születésű walesi válogatott labdarúgó, aki a Shrewsbury Town játékosa.

## Sikerei, díjai
- Wolverhampton Wanderers
  - Angol másodosztály: 2008–09
  - Angol harmadosztály: 2013–14